# 胡其明
胡其明（1928年—1997年），男，安徽人，中国电影事业家，曾任北京电影制片厂厂长、党委书记，中国电影家协会理事。